# Ngôn ngữ ký hiệu

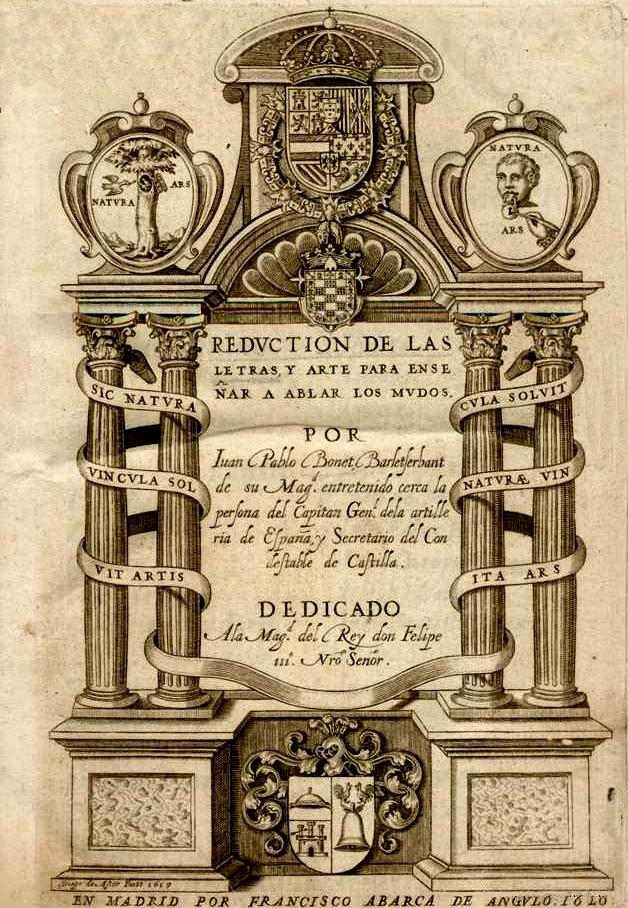
Juan Pablo Bonet, Reducción de las letras y arte para enseñar a hablar a los mudos (Madrid, 1620).

Ngôn ngữ ký hiệu hay ngôn ngữ dấu hiệu, thủ ngữ là ngôn ngữ dùng những biểu hiện của bàn tay thay cho âm thanh của tiếng nói. Ngôn ngữ ký hiệu do cộng đồng người khiếm thính tạo ra nhằm giúp họ có thể giao tiếp với nhau trong cộng đồng của mình và tiếp thu tri thức của xã hội.

## Lịch sử thế giới

### 384-322 TCN
Aristotle, triết gia của Hy Lạp cổ đại, tuyên bố "Người điếc không thể giáo dục được. Nếu không nghe được, con người không thể học được".

### Thế kỷ 16
Gerolamo Cardano, nhà vật lý học người Pavia - Ý, nói rằng người điếc có khả năng sử dụng trí óc của họ, lập luận về tầm quan trọng của việc dạy họ và ông là một trong những người đầu tiên tuyên bố rằng người khiếm thính có thể học đọc và viết mà không cần học cách nói trước.

### Thế kỷ 17
Juan Pablo Bonet đã công bố bảng chữ cái thể hiện bằng tay vào năm 1620. 

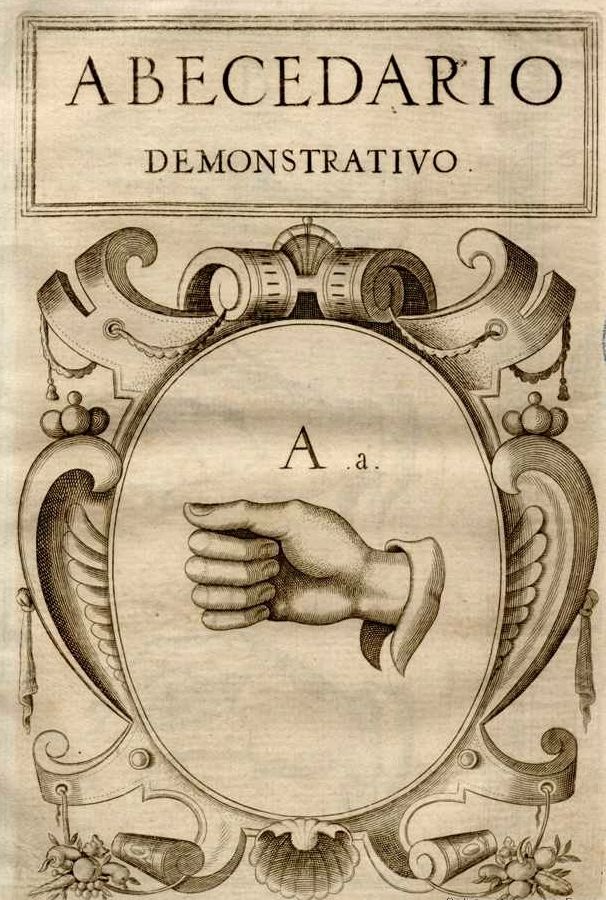
A.
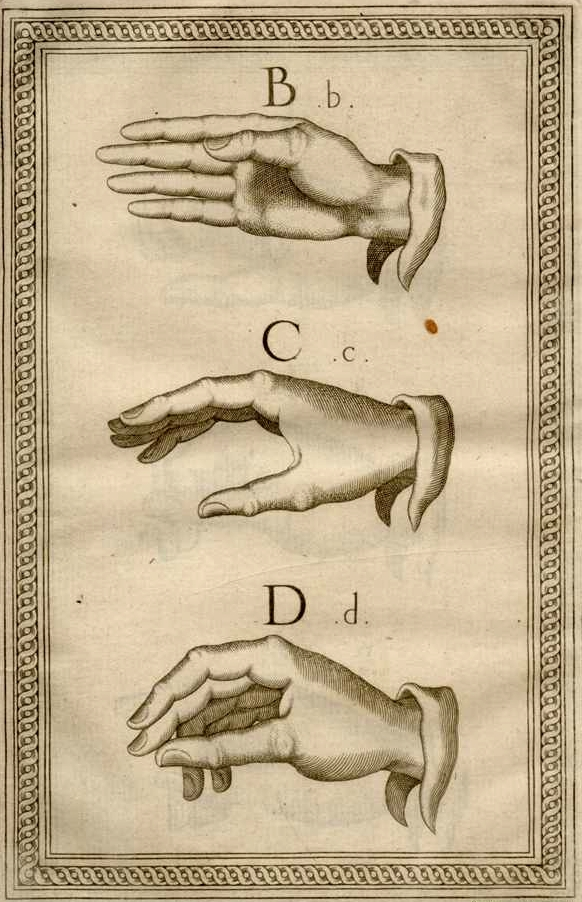
B, C, D.
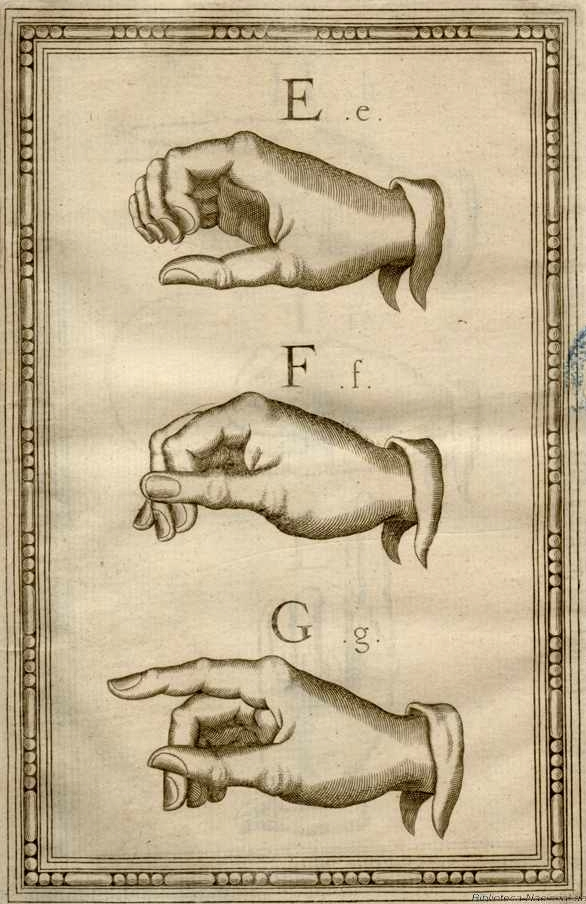
E, F, G.
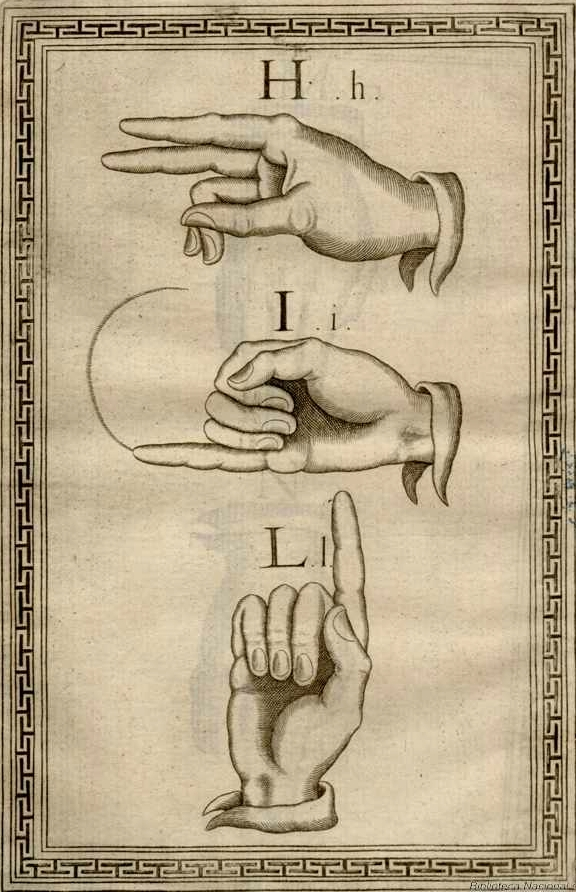
H, I, L.
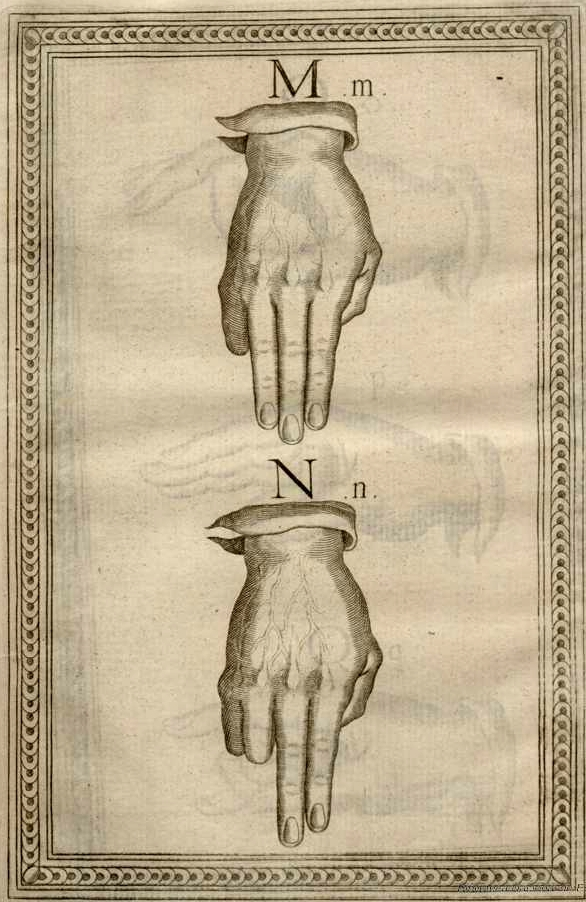
M, N.
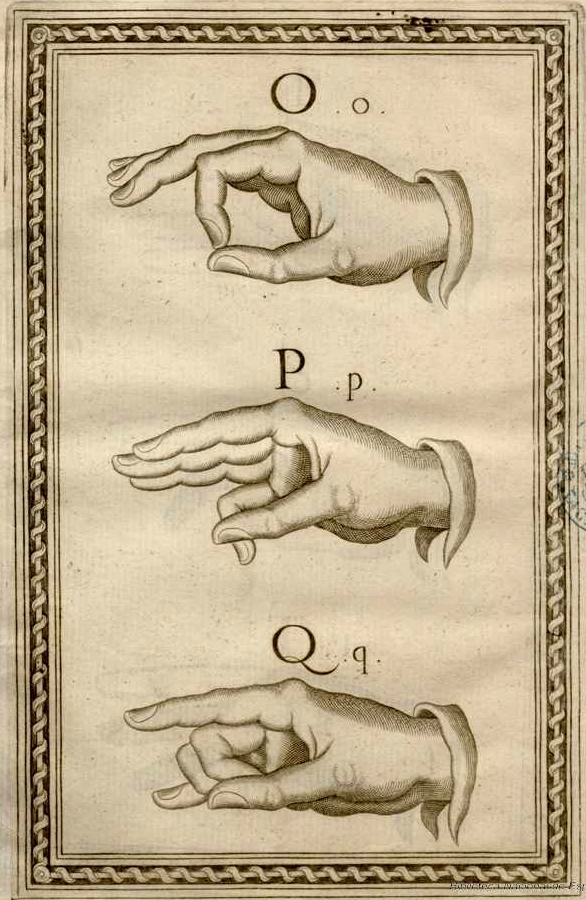
O, P, Q.
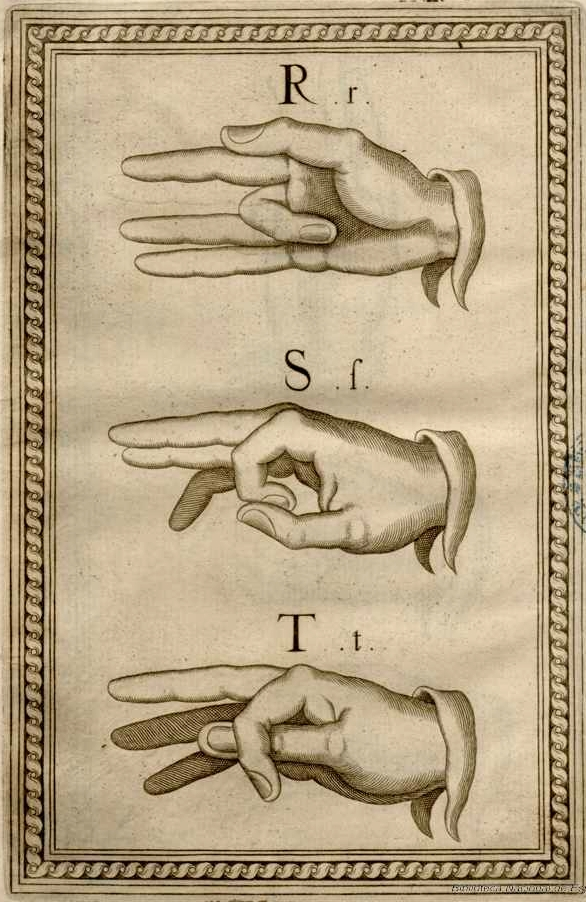
R, S, T.
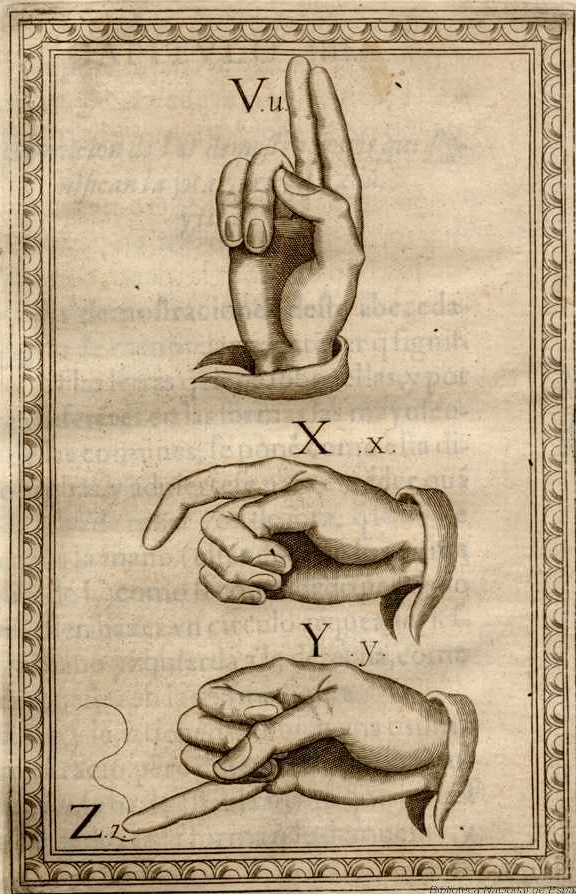
V, X, Y, Z.

### Thế kỷ 18
- 1755: Charles-Michel de l'Épée (người Pháp) do một cơ hội đưa đến, cha được gặp và dạy cho 2 cô bé sinh đôi bị điếc. Từ việc dạy này, cha đã nãy sinh ý tưởng thành lập trường dạy cho những người điếc. Đây là trường công đầu tiên dành cho người điếc. Cha đã hệ thống lại những dấu hiệu mà người điếc ở Pháp đã dùng và sử dụng những dấu hiệu này theo ngữ pháp của Tiếng Pháp để dạy cho học sinh điếc.

- 1778: Tại Leipzig, Đức, Samuel Heinicke, trường công lập đầu tiên dành cho người điếc không chỉ sử dụng ngôn ngữ ký hiệu mà còn dùng phương pháp nói và đọc khẩu hình (speech-reading) – tiên phong cho việc dùng tất cả các phương pháp để giao tiếp tối ưu (dùng tất cả các biện pháp giao tiếp có thể: ngôn ngữ ký hiệu, cử chỉ, đánh vần bằng ký hiệu, đọc khẩu hình, nói, trợ thính, đọc, viết và tranh vẽ).

### Thế kỷ 19
- 1815: Thomas Hopkins Gallaudet, một mục sư người Mỹ, để có thể dạy cho một cô bé điếc Alice Cogswell, ông đã được cha của Alice hỗ trợ để đi tìm và học phương pháp dạy cho người điếc. Ông đã tới Anh để học phương pháp của nhà Braidwood nhưng gia đình này đã không chia sẻ phương pháp. Vả lại T.H. Gallaudet cũng nhận thấy phương pháp dùng lời nói để dạy của nhá Braidwood không đạt hiệu quả cao lắm. May thay, tại Pháp ông tình cờ thấy được một quảng cáo về buổi thuyết trình của Abbe Sicard, người kế nhiệm của Charles-Michel de l'Épée. Thế là T.H. Gallaudet sang Pháp học. Sau vài tháng học tại trường của L'Épee, Gallaudet trở lại Hoa Kỳ cùng với giáo viên điếc Laurent Clerc. Dưới sự hỗ trợ của Mason Cogswell, Gallaudet và Laurent Clerc đã mở trường dạy cho người điếc đầu tiên của Hoa Kỳ tại Hartford, Connecticut năm 1817.[1][2]

### Thế kỷ 20
- 1924: Tổ chức World Games đầu tiên dành cho người điếc. Bắt đầu phát triển Gestuno (ngôn ngữ ký hiệu chuẩn quốc tế).

- 1951: Đại hội đầu tiên của Liên đoàn Người Điếc Thế giới (WFD) diễn ra tại Roma.
- 1960: William Stokoe, người Mỹ, xuất bản cuốn sách ngôn ngữ học đầu tiên về ngôn ngữ ký hiệu Mỹ (American Sign Language - ASL).
- 1979: Klima và Bellugi tiến hành nghiên cứu đầu tiên về ngôn ngữ ký kiệu Mỹ (ASL) trên phương diện ngôn ngữ học.
- 1988: Đầu tháng 6, Quốc hội Cộng hòa Séc thông qua một đạo luật chính thức công nhận Ngôn ngữ Ký hiệu Séc là ngôn ngữ chính dành cho người điếc tại quốc gia này. Người điếc có quyền được nhận dịch vụ phiên dịch ngôn ngữ ký hiệu miễn phí 24/24. Trẻ em điếc có quyền được giáo dục bằng ngôn ngữ ký hiệu bản địa. Thêm vào đó, theo quy định pháp luật, phụ huynh của trẻ điếc được dự các lớp ngôn ngữ ký hiệu miễn phí. Dù vậy, luật pháp vẫn chưa quy định việc phiên dịch ngôn ngữ ký hiệu trong trường trung học, đại học và tòa án.

Từ những năm 2000, Việt Nam bắt đầu triển khai những nỗ lực của mình nhằm hoàn thiện và hệ thống hóa ngôn ngữ ký hiệu Việt Nam. Các câu lạc bộ, nhóm học tập bắt đầu hình thành và phát triển. Một số tài liệu khá công phu xuất hiện như: bộ 3 tập Ký hiệu cho người điếc Việt Nam, từ điển NNKH Việt Nam.

## Đặc điểm
Cũng như ngôn ngữ nói, ngôn ngữ ký hiệu của từng quốc gia, thậm chí là từng khu vực trong một quốc gia rất khác nhau. Điều đó là do mỗi quốc gia, khu vực có lịch sử, văn hóa, tập quán khác nhau nên ký hiệu để biểu thị sự vật hiện tượng cũng khác nhau. Chẳng hạn, cùng chỉ tính từ màu hồng thì ở Hà Nội người ta xoa vào má (má hồng), còn tại Thành phố Hồ Chí Minh lại chỉ vào môi (môi hồng). Điều tương tự cũng diễn ra khi có sự khác biệt lớn hơn trên tầm quốc gia, dẫn tới sự khác biệt của hệ thống từ vựng và ngữ pháp ngôn ngữ ký hiệu giữa các nước.
Tuy nhiên, ký hiệu tất cả mọi nơi trên thế giới đều có những điểm tương đồng nhất định. Ví dụ: ký hiệu ‘uống nước’ thì nước nào cũng làm như nhau là thực hiện điệu bộ cầm cốc uống nước, ký hiệu ‘lái ô tô’ thì thực hiện điệu bộ cầm vô lăng ô tô quay quay, v.v. Mỗi người (dù bình thường hay câm điếc) đều có sẵn khả năng sử dụng điệu bộ thay cho lời nói.
Hai đặc điểm quan trọng nhất của ngôn ngữ kí hiệu là tính giản lược và có điểm nhấn.
Ví dụ:
- Tiếng Việt: Anh có khỏe không ạ?
- Ngôn ngữ ký hiệu: "Bạn khỏe không?" với hai động tác "bạn", "khỏe" cộng thêm điệu bộ "nhướng lông mày" để tạo thành câu hỏi.

Do tính giản lược và có điểm nhấn nên cấu trúc ngữ pháp ngôn ngữ ký hiệu nhiều khi không thống nhất, cùng một câu có thể sắp xếp nhiều cách khác nhau (thường thì điểm nhấn được đưa lên đầu câu để gây hiệu quả chú ý).
Ví dụ:
- Tiếng Việt: Hôm qua, tôi gặp lại người bạn thân ở công viên. (Trong câu này, điểm nhấn là GẶP, và BẠN THÂN)
- Ngôn ngữ kí hiệu: Bạn thân - gặp - công viên - hôm qua.

Hoặc: Hôm qua - tôi - bạn thân - gặp - công viên.

## Ngôn ngữ ký hiệu và cuộc sống
Thực ra, NNKH chính là cuộc sống, vì nó bắt nguồn từ cuộc sống. Dù có hay không nhận thức ra, nhưng chúng ta vẫn đã và đang sử dụng NNKH rất nhiều trong cuộc sống hàng ngày. Khoa học đã chứng minh chúng ta truyền tải ngôn ngữ 70% thông qua các biện pháp không lời, tức là cử chỉ, điệu bộ, nét mặt… Một biện pháp đơn giản để nhận ra tầm quan trọng của ngôn ngữ không lời là bạn hãy thử nói chuyện mà nhắm mắt và hoàn toàn không cử động thân thể. Chỉ 30 phút thôi, bạn sẽ ngạc nhiên nhận thấy hiệu quả câu chuyện rất thấp. Chúng ta hoàn toàn mất phương hướng và khả năng phán đoán nếu không có các cử chỉ, điệu bộ, nét mắt của người đối thoại "hướng dẫn", cũng như nếu không dùng tay chân thì hiệu quả truyền đạt củng giảm hẳn.
Bạn làm thế nào để diễn đạt tính từ "to lớn"? Có phải dùng 2 tay khoát một vòng tròn lớn trong không khí? Thế nếu ai đó giả bộ cầm micro đung đưa nhún nhảy trước miệng thì bạn nghĩ đến động từ gì? Có phải "hát" không? Bạn làm thế nào để biểu hiện đang "gõ cửa"? Có phải giả bộ gõ gõ vào một cái cửa không khí trước mặt không? Diễn tả động từ "ngủ" thì sao? Có phải áp tay lên má và nhắm mắt lại không?
Như thế, NNKH tràn ngập trong cuộc sống của chúng ta, chúng ta có thể không nhận thức, nhưng nó vẫn tồn tại, phát triển và giúp cho cuộc sống tiện lợi, thoải mái hơn. Nói cách khác, chính những người bình thường "phát minh" ra NNKH, người câm điếc làm một việc là mô phỏng và hệ thống hóa tất cả lại thành một thứ ngôn ngữ của riêng họ.
Vậy tại sao không học NNKH để hoàn thiện hơn 70% khả năng truyền tải thông tin trong mỗi chúng ta?

## Nghiên cứu về ngôn ngữ ký hiệu Việt Nam
Ngôn ngữ ký hiệu ở Việt Nam đã được hình thành từ rất lâu. Nhưng do trước đây chưa có nhà khoa học nào tìm hiểu,nghiên cứu về nó nên người Việt Nam không nghĩ và đã không xem những dấu hiệu mà người điếc sử dụng là ngôn ngữ. Họ cho rằng đó chỉ là những điệu bộ khua tay của người điếc để cố gắng giao tiếp do thiếu ngôn ngữ. Mãi đến năm 1996, một tiến sĩ ngôn ngữ học người Mỹ James C. Woodward, người đã từng làm việc với William Stokoe tại trường đại học Gallaudet của Mỹ, đã sang Việt Nam thực hiện nghiên cứu về ngôn ngữ ký hiệu của cộng đồng người điếc ở Việt Nam. Theo nghiên cứu của ông, ở Việt Nam hiện có ít nhất 3 ngôn ngữ ký hiệu phổ biến (được cộng đồng người điếc sử dụng nhiều nhất). Ông đã dùng tên của những địa danh này để đặt tên cho 3 ngôn ngữ ký hiệu đó: Ngôn ngữ ký hiệu Hà Nội, ngôn ngữ ký hiệu Hải Phòng, và ngôn ngữ ký hiệu Thành phố Hồ Chí Minh. Sau đó, đã có thêm những dự án ở Việt Nam:dự án Giáo dục hòa nhập cho trẻ điếc 1998-2001 (Viện Khoa học Giáo dục- tổ chức Pearl S. Buck, Int), dự án Giáo dục trung học và đại học cho người Điếc Việt Nam 2000 cho đến hiện tại (Sở GD-ĐT Đồng Nai và GS TS JAMES C. WOODWARD) để thực hiện việc thu thập lại những dấu hiệu của người điếc Việt Nam và tìm hiểu về ngữ pháp của ngôn ngữ này. Công việc này đã kích thích thêm nhiều nhà khoa học ở Việt Nam cũng bắt đầu tìm hiểu về ngữ pháp của ngôn ngữ ký hiệu Việt Nam.